# Hexagonal (éditeur)
Pour les articles homonymes, voir Hexagonal.
Hexagonal est une société française d'édition de jeux de rôle créée le 1er avril 1986. Spécialisée dans la traduction et l'édition de jeux en langue anglaise, elle s'est fait connaître en éditant les jeux Bushido et Les Trois Mousquetaires de la société FGU.
Après avoir été longtemps la société éditrice du Jeu de rôle des Terres du Milieu (JRTM) et de Rolemaster de la société Iron Crown Enterprises, elle est aujourd'hui principalement connue pour avoir traduit et diffusé en France les œuvres de White Wolf Publishing se situant dans le Monde des Ténèbres. Elle a aussi édité la première édition française de Shadowrun.

## Publications
En 1991 Hexagonal se lance dans la publication en kiosque de Dragon Magazine, un magazine sur le jeu de rôle Donjons et Dragons. En effet, depuis le début des jeux de rôles, plusieurs magazines (et fanzines de qualité) ont vu le jour : Casus Belli, Runes, Info-Jeux, Dragon Radieux, Chroniques d'outre-monde, Graal. Dragon Magazine en français rencontre rapidement une très large audience et voit son tirage passer en quelques numéros, de 8 000 à plus de 20 000 exemplaires. Le no 0 sorti  distribué exclusivement en magasins spécialisés devient  un collector que les amateurs recherchent assidûment.
En 1998, par suite de problèmes avec TSR lors du rachat par Wizards of the Coast, la publication de Dragon Magazine s'arrête au numéro 45 (parution en décembre 1998). Souhaitant poursuivre la publication d'un magazine consacré aux jeux de rôle, Hexagonal annonce la publication d'Imagine Magazine.
Au moment où le magazine part chez l’imprimeur, Hexagonal est informé par Flammarion que le nom avait déjà été déposé (Imagine) pour une collection d’ouvrages de science-fiction. Le numéro 1 peut toutefois sortir sous le double nom Image-MultiMondes. Dès le no 2, le magazine change de nom et devient MultiMondes. Le dernier numéro (le 8) paraît en août 2000.
MultiMondes est remplacé par D20 Magazine, dont le premier numéro paraît en octobre 2000. Des aides de jeu et des scénarios pour Donjons et Dragons 3e édition et pour le Monde des Ténèbres apparaissent dès le numéro 1. Avec le numéro 11, Hexagonal y ajoute des aides de jeu et des scénarios pour le Seigneur des Anneaux JDR, puis pour Exaltés et Aquelarre. Le dernier numéro, le 25, paraît au début de 2005, et laisse inachevée une grande campagne en dix scénarios pour les Terres Balafrées.
Il y a également l’ovni : DXP. Courant 1998, une toute nouvelle maison d’édition (Night City Productions) sort un nouveau magazine de jeux de cartes : Black-Ops. Hexagonal en assure la distribution sur le marché spécialisé. Des liens se tissent entre les deux sociétés. Deux numéros de DXP paraîtront. Peu après, Night City Productions dépose le bilan, et le numéro 3, pourtant finalisé, ne verra jamais le jour.